# Jugate

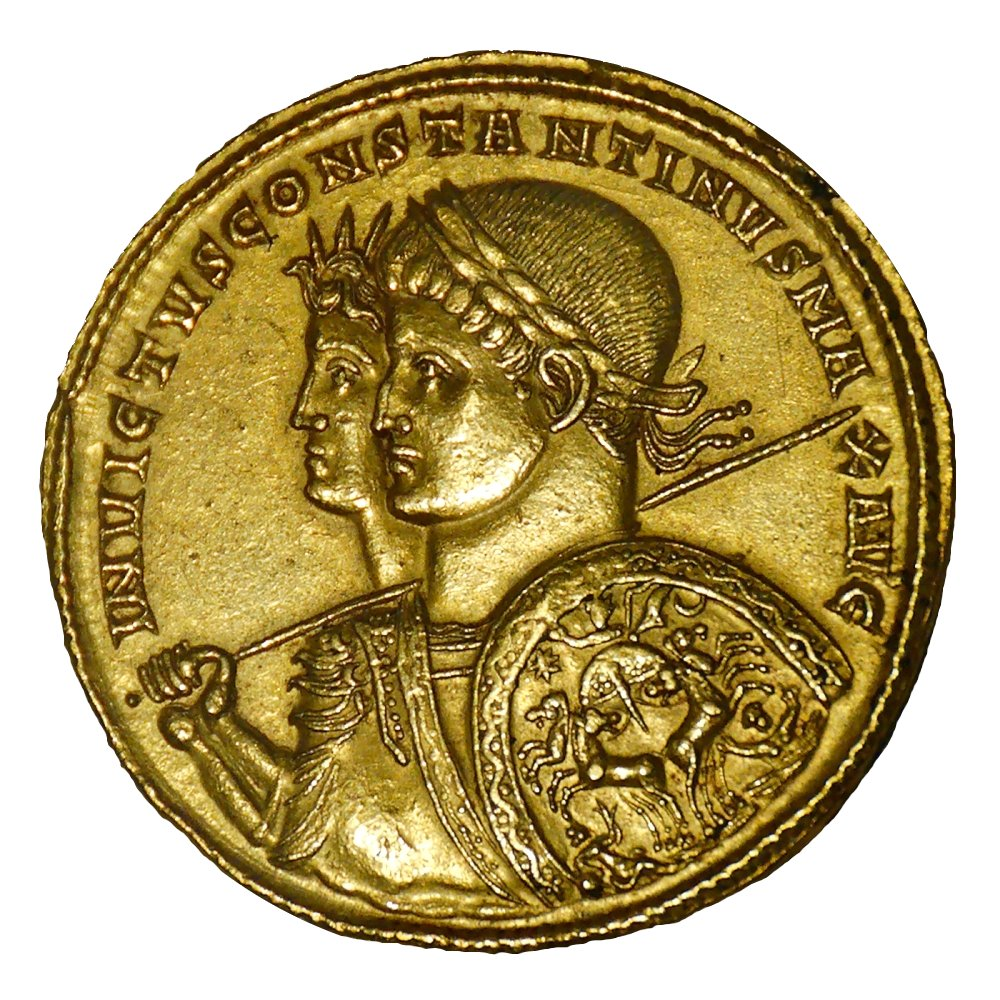
Una moneda acuñada en el 313, que representa a Constantino como el compañero de una deidad solar.

Un jugate consta de dos retratos uno al lado del otro para sugerir, al espectador, la cercanía de cada uno con el otro. 
A menudo se trata de candidatos presidenciales y vicepresidenciales, aunque a veces se incluye un candidato estatal o local con un candidato presidencial. Los jugates pueden verse en medallas, pinbacks, botones, carteles u otros artículos de campaña. Si aparece una tercera figura en el elemento, se llama trigate. 